# Bernd Rendle
Bernd Rendle (* 4. August 1941) ist ein deutscher Politiker (CDU).
Rendle war Präsident der Handwerkskammer Dresden. Vom 15. Juli bis zum Ende des Legislaturperiode im Oktober 2004 saß er kurzzeitig auch im Sächsischen Landtag. Er rückte für Uwe Grüning nach, der sein Mandat niedergelegt hatte.